# Glace superionique

Réseau cristallin cubique centré.

La glace superionique, aussi appelée glace XVIII voire H2O superionique, est une phase de l'eau existant uniquement dans des conditions de très hautes températures et très hautes pressions.

## Propriétés
Dans la glace superionique, les molécules d'eau se brisent et les ions oxygène se cristallisent en un réseau uniformément espacé tandis que les ions hydrogène flottent librement dans le réseau d'oxygène. Les ions hydrogène librement mobiles rendent la glace superionique presque aussi conductrice que des métaux. C'est l'une des 18 phases cristallines connues de la glace. La glace superionique est à distinguer de l'autoprotolyse de l'eau, qui est un état liquide hypothétique caractérisé par une soupe désordonnée d'ions hydrogène et oxygène.
Si elle était présente à la surface de la Terre, la glace superionique ne serait pas stable. En mai 2019, les scientifiques du Lawrence Livermore National Laboratory  (LLNL) ont pu synthétiser de la glace superionique, confirmant qu'elle était presque quatre fois plus dense que la glace normale et de couleur noire,.

## Historique des prédictions et découvertes
Bien que théorisée pendant des décennies, ce n'est que dans les années 1990 que les premières preuves expérimentales de la glace superionique apparaissent. Les premières preuves proviennent de mesures optiques d'eau chauffée par laser dans une cellule de diamant et de mesures optiques d'eau compressée par des lasers puissants. Les premières preuves concrètes de la structure cristalline du réseau d'oxygène dans la glace superionique viennent de mesures aux rayons X rapportées en 2019.
En 2022, des expériences menées en cellule-diamant à des pressions de 27 à 170 GPa et des températures de 500 à 2 500 K montrent qu'il existe en fait deux polymorphes de la glace superionique : cubique centré jusque vers 1 500–2 000 K (selon la pression) et cubique à faces centrées au-delà,.

## Présence possible dans les géantes de glace
La glace superionique est théoriquement présente dans les manteaux de planètes géantes de glaces telles qu'Uranus et Neptune,,. Cependant, d'autres études suggèrent que d'autres éléments présents dans ces planètes, tel que le carbone, pourrait empêcher la formation d'eau superionique.